# Incidente dell'Antonov An-26 di Valan International Cargo Charter del 2017
Il 14 ottobre 2017, un Antonov An-26 della Valan International Cargo Charter si è schiantato al suolo poco prima di atterrare all'aeroporto Internazionale Félix-Houphouët-Boigny di Abidjan, in Costa d'Avorio. Quattro delle dieci persone a bordo sono rimaste uccise.

## L'aereo
Il velivolo coinvolto era un Antonov An-26-100, immatricolato ER-AVB, msn 3204. L'aereo aveva volato per la prima volta nel 1975.

## L'incidente
L'aereo stava effettuando un volo dall'aeroporto di Ouagadougou, Burkina Faso, all'aeroporto Internazionale Félix Houphouët Boigny, Abidjan. Si è schiantato sulla costa della Costa d'Avorio poco prima dell'atterraggio, pochi metri prima dalla pista dell'aeroporto. Durante l'incidente si è spezzato in due parti. Trasportava sei membri dell'equipaggio moldavo e quattro dell'esercito francese. Quattro membri dell'equipaggio sono morti. Uno dei sei sopravvissuti è rimasto gravemente ferito. L'aereo era stato noleggiato dall'esercito francese e stava operando in supporto all'Operazione Barkhane. I feriti sono stati trasferiti al campo di Port-Bouet per le cure. Al momento dell'incidente, intorno alle 08:30 ora locale (UTC), era stato segnalato un temporale nella zona.

## Le indagini
Le autorità della Costa d'Avorio hanno aperto un'inchiesta sull'incidente. L'Autorità per l'aviazione civile della Moldavia ha assistito alle indagini. Il registratore dei dati di volo e il registratore vocale della cabina di pilotaggio sono stati recuperati dai rottami dell'aereo.
Il BEA ivoriano ha pubblicato il rapporto finale nell'agosto 2019, affermando che la causa probabile dell'incidente era stata la decisione dell'equipaggio di proseguire l'avvicinamento nonostante fosse stato effettuato al di sotto dei requisiti minimi per un avvicinamento sicuto e senza il necessario contatto visivo con la pista dell'aeroporto e con un monitoraggio improprio della discesa dell'aereo. Secondo le severe procedure operative standard della compagnia aerea, in questo caso i piloti avrebbero dovuto eseguire una riattaccata.